# 南京虐童案
南京虐童案是发生于2015年3月31日，中國江蘇省南京市浦口区的一位养母李征琴虐待养子的刑事案件。4月3日，被虐待养子的照片在微博曝光，进而引起舆论关注。随后公安机关介入，事件进入司法程序。事发后，亲生父母“心疼孩子，理解养母”，同时在南京市江宁区人民法院起诉曝光者。

## 家庭背景
事发时，男童九岁，报道采用化名施小宝。他的生父是桂某、生母是张某，另有一个哥哥和姐姐。养父施某斌，养母李征琴是张某的表姐。施氏夫妇是高级知识分子，同时家境富裕。因家境贫寒，亲生父母在2013年5月，将施小宝过继给李征琴。6月，施氏夫妇通过安徽省来安县民政局收养了施小宝，带回南京抚养。当事人李征琴是某媒体驻江苏记者站副站长，丈夫是一名从业20多年的律师施某斌，两人之前都有过一次婚姻，离婚后重组家庭。施某斌和李征琴各自有一个子女，施氏夫妇并不符合《中华人民共和国收养法》要求收养人无子女的要求。案发后证实，收养过程中，施氏夫妇递交的文件上使用了伪造政府公章。同时，李征琴否认是自己伪造了政府公章。

## 刑事调查
4月5日，南京市公安局在官方微博“平安南京”发布消息称，养母因涉嫌故意伤害被刑事拘留，后变更为取保候审。施小宝则被亲生父母带回安徽抚养。有专家表示，现行法律并未剥夺施氏夫妇对施小宝的监护权。南京警方无权将施小宝送回亲生父母身边。同时认为，警方与民政部门将孩子送回亲生父亲身边的做法“令人匪夷所思，这等同于孩子刚出虎穴又进狼窝。”
7月20日，南京市浦口区检察院依法向浦口区人民法院提起公诉，养母李征琴涉嫌故意伤害犯罪。
8月12日，亲生父母桂某和张某在南京市江宁区人民法院起诉曝光者徐某某。后法院判决驳回桂氏夫妇的起诉，此判决获得了网民的认可，得到舆论的支持。张某则指责：“都是网络所造成的，我们两家全部的劫难都是他（徐某某）害的，他就是罪魁祸首。”“这给我们两家和孩子都带来了劫难，在人前人后都抬不起头。”张某表示希望浦口区人民法院的判决，能让施氏夫妇重新获得施小宝的抚养权。
9月28日，案件在南京市浦口区人民法院开庭审理，审理期间，被告人李征琴在法庭上情绪失控，喊叫哭闹，并出现企图自杀行为，致使庭审中断两次。之后审判长宣布，经院长批准，决定对李征琴逮捕。
9月30日，南京市浦口区人民法院对该案作出一审宣判，被告人李征琴因犯故意伤害罪，被判处有期徒刑6个月。宣判后，李征琴因不服判决提出上诉，要求法院判她无罪，并表示希望能继续收养案件被害人施小宝，而法院则表示，李征琴不宜继续抚养其养子。
11月20日下午，南京市中级人民法院二审宣判，裁定驳回被告人李征琴上诉，维持原判。宣判后，李征琴在常州女子监狱服刑。2016年3月13日上午7点50分，李征琴刑满释放。

## 相关
- 夏斐事件
- 2013年南京女童饿死事件